# میتسوبیشی فورکلیفت تراکس
میتسوبیشی فورکلیفت تراکس (انگلیسی: Mitsubishi Forklift Trucks) شرکت صنایع سنگین ژاپنی تولیدکننده لیفتراک و جرثقیل است، که در سال ۱۹۳۷ تأسیس شد.